# Правителство на Република Македония (10)
Десетото правителство на Република Македония е служебно правителство, дошло на власт в резултат на кризата в Република Македония. То е избрано от парламента на 19 януари 2016 г.

## Състав
Съставът на кабинета първоначално включва:
| министерство                                                                          | име | име                         | партия     |
| ------------------------------------------------------------------------------------- | --- | --------------------------- | ---------- |
| министър-председател                                                                  |     | Емил Димитриев              | ВМРО-ДПМНЕ |
| заместник министър-председател, финанси                                               |     | Зоран Ставрески             | ВМРО-ДПМНЕ |
| заместник министър-председател, отговарящ за изпълнението на Охридския рамков договор |     | Фестим Халили               | ДСИ        |
| заместник министър-председател, отговарящ за икономическите въпроси                   |     | Владимир Пешевски           | ВМРО-ДПМНЕ |
| заместник министър-председател, отговарящ за европейските въпроси                     |     | Арбер Адеми                 | ДСИ        |
| вътрешни работи                                                                       |     | Оливер Спасовски            | СДСМ       |
| външни работи                                                                         |     | Никола Попоски              | ВМРО-ДПМНЕ |
| образование и наука                                                                   |     | Пищар Лутфиу                | ДСИ        |
| правосъдие                                                                            |     | Валдет Джафери              | ДСИ        |
| отбрана                                                                               |     | Зоран Йолевски              | безпартиен |
| икономика                                                                             |     | Дритон Кучи                 | ДСИ        |
| труд и социална политика                                                              |     | Фросина Ременски            | ВМРО-ДПМНЕ |
| земеделие, гори и водно стопанство                                                    |     | Михаил Цветков              | СПМ        |
| околна среда и пространствено планиране                                               |     | Башким Амети                | ДСИ        |
| транспорт и връзки                                                                    |     | Владо Мисайловски           | ВМРО-ДПМНЕ |
| здравеопазване                                                                        |     | Никола Тодоров              | ВМРО-ДПМНЕ |
| култура                                                                               |     | Елизабета Канческа-Милевска | ВМРО-ДПМНЕ |
| местно самоуправление                                                                 |     | Ширет Елези                 | ДСИ        |
| информационно общество и администрация                                                |     | Марта Арсовска-Томовска     | ВМРО-ДПМНЕ |
| без ресор                                                                             |     | Фуркан Чако                 | безпартиен |
| без ресор                                                                             |     | Неждет Мустафа              | безпартиен |
| без ресор                                                                             |     | Веле Самак                  | безпартиен |
| без ресор                                                                             |     | Бил Павлески                | безпартиен |
| без ресор, отговарящ за привличане на чуждестранни инвестиции                         |     | Джери Наумоф                | безпартиен |
| без ресор                                                                             |     | Горан Мицковски             | безпартиен |
| без ресор, отговарящ за привличането на чуждестранни инвестиции                       |     | Арлинд Зекири               | безпартиен |

## Промени от 18 май 2016
По предложение на служебния премиер Емил Димитриев бившите министри на вътрешните работи и труда и социалната политика Митко Чавков и Диме Спасов са върнати на своите постове.
- Министъра на вътрешните работи Оливер Спасовски е освободен, а на негово място застава Митко Чавков.
- Министърът на труда и социалната политика Фросина Ременски е освободена, а на нейно място застава Диме Спасов.

## Промени от 14 юни 2016
- Вицепремиерът и министър на финансите Зоран Ставрески подава оставка поради здравословни причини. На негово място за министър на финансите е избран Кирил Миноски, а за вицепремиер министърът на здравеопазването Никола Тодоров.

## Промени от 1 септември 2016
- Министърът на вътрешните работи Митко Чавков е освободен, а на негово място застава Оливер Андонов, който остава на поста само 1 ден.

## Промени от 2 септември 2016
- На мястото на Оливер Андонов за министър на вътрешните работи е назначен Оливер Спасовски.

## Промени от 13 октомври 2016
- Бейджан Иляс става министър без ресор на мястото на Фуркан Чако.

## Промени от 29 декември 2016
- Министърът на вътрешните работи Оливер Спасовски е освободен, а на негово място е назначен Агим Нухиу.
- Министърът на труда и социалната политика Диме Спасов е освободен, а на негово място застава Ибрахим Ибрахими.